# Olympische Sommerspiele 2012/Boxen – Leichtgewicht (Männer)
Der Boxwettbewerb im Leichtgewicht der Männer (bis 60 kg) bei den Olympischen Spielen 2012 in London wurde vom 30. Juli bis zum 12. August 2012 im Exhibition Centre London ausgetragen. 28 Boxer nahmen teil.
Der Wettbewerb wurde im K.-o.-System ausgetragen. Begonnen wurde mit der 1. Runde, die 32 Startplätze umfasste. Da sich nur 28 Boxer qualifizierten, wurden vier Athleten Freilose zugelost. Die Gewinner kamen ins Achtelfinale, Viertelfinale und Halbfinale. Die Gewinner der Halbfinals kämpften um die Goldmedaille, beide Verlierer erhielten die Bronzemedaille.

## Titelträger
| Olympiasieger | Alexei Tischtschenko ( Russland) | Peking 2008 |
| Weltmeister   | Wassyl Lomatschenko ( Ukraine)   | Baku 2011   |

## 1. Runde
30. Juli 2012
| Boxer 1         | Ergebnis                               | Boxer 2      |
| --------------- | -------------------------------------- | ------------ |
| W. Lomatschenko | Freilos                                |              |
| W. Arias        | 17 - 8                                 | E. Marriaga  |
| A. Mejri        | 16 - 9                                 | S. Chitou    |
| F. Verdejo      | 11 - 5                                 | O. Schajimow |
| G. Schajlauow   | 12 - 12 Entscheidung durch Hilfspunkte | S. Adi       |
| A. Allisop      | 8 - 18                                 | J. Bhagwan   |
| L. Jackson      | 7 - 70                                 | L. Qiang     |
| Y. Toledo       | Freilos                                |              |
| D. Valentino    | Freilos                                |              |
| R. Conceição    | 9 - 18                                 | J. Taylor    |
| E. Petrauskas   | 20 - 12                                | M. Varga     |
| A. Chadi        | 8 - 15                                 | F. Keleş     |
| F. Gaibnazarov  | 11 - 6                                 | A. Mewoli    |
| R. Azzedine     | 20 - 21                                | J. Ramirez   |
| M. Ramadan      | 6 - 11                                 | S. C. Han    |
| W. Safarjanz    | Freilos                                |              |

## Achtelfinale
2. August 2012
| Boxer 1         | Ergebnis                               | Boxer 2      |
| --------------- | -------------------------------------- | ------------ |
| W. Lomatschenko | 15 - 3                                 | W. Arias     |
| A. Mejri        | 7 - 16                                 | F. Verdejo   |
| G. Schajlauow   | 16 - 8                                 | J. Bhagwan   |
| L. Qiang        | 10 - 14                                | Y. Toledo    |
| D. Valentino    | 15 - 10                                | J. Taylor    |
| E. Petrauskas   | 16 - 12                                | F. Keleş     |
| F. Gaibnazarov  | 15 - 11                                | J. Ramirez   |
| S. C. Han       | 13 - 13 Entscheidung durch Hilfspunkte | W. Safarjanz |

## Viertelfinale
6. August 2012
| Boxer 1         | Ergebnis | Boxer 2       |
| --------------- | -------- | ------------- |
| W. Lomatschenko | 14 - 9   | F. Verdejo    |
| G. Schajlauow   | 11 - 19  | Y. Toledo     |
| D. Valentino    | 14 - 16  | E. Petrauskas |
| F. Gaibnazarov  | 13 - 16  | S. C. Han     |

## Halbfinale

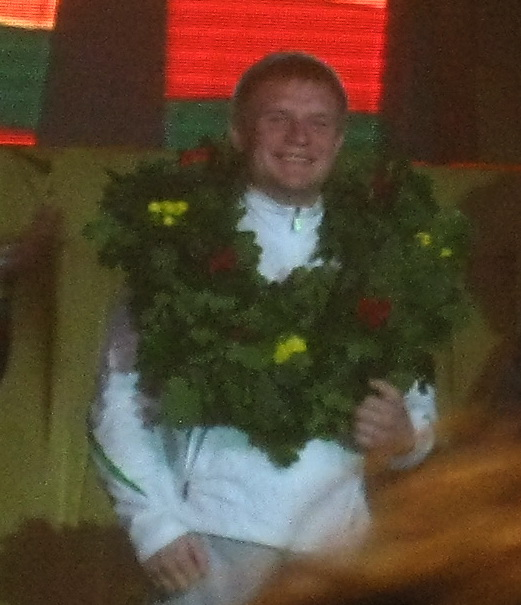
Bronze für Evaldas Petrauskas (LTU)

10. August 2012
| Boxer 1         | Ergebnis | Boxer 2   |
| --------------- | -------- | --------- |
| W. Lomatschenko | 14 - 11  | Y. Toledo |
| E. Petrauskas   | 13 - 18  | S. C. Han |

## Finale
12. August 2012, 14:45 Uhr (MESZ)
| Boxer 1         | Ergebnis | Boxer 2   |
| --------------- | -------- | --------- |
| W. Lomatschenko | 19 - 9   | S. C. Han |

## Medaillen

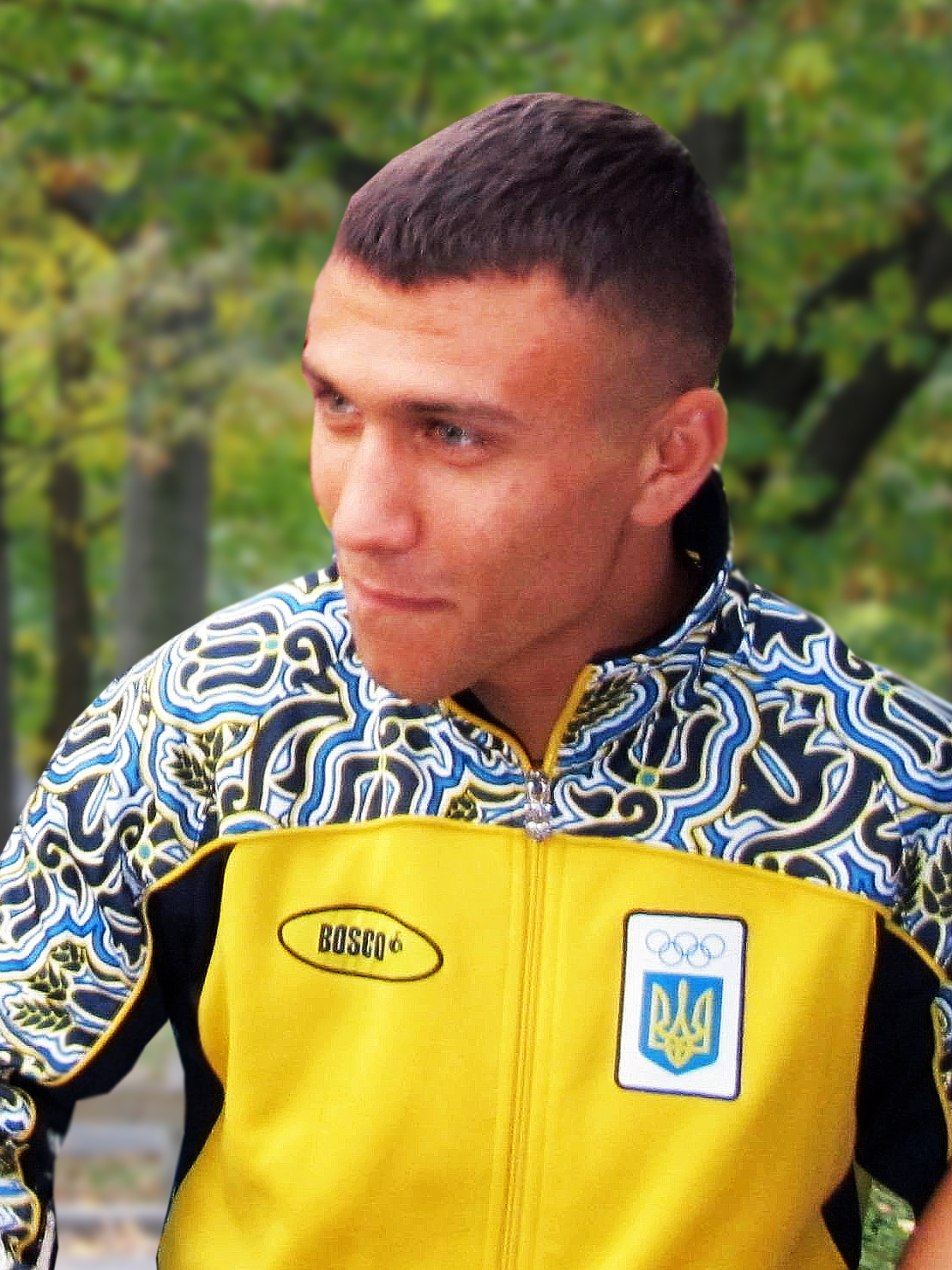
Olympiasieger Wassyl Lomatschenko (UKR)

Evaldas Petrauskas ist der erste Medaillengewinner Litauens in dieser Gewichtsklasse.
| Platz | Name                | Nation   |
| ----- | ------------------- | -------- |
| 01    | Wassyl Lomatschenko | Ukraine  |
| 02    | Han Soon-chul       | Südkorea |
| 03    | Yasniel Toledo      | Kuba     |
| 03    | Evaldas Petrauskas  | Litauen  |